# Rifugio Cesare Branca
Il rifugio Cesare Branca (2.487 m s.l.m.) è un rifugio alpino collocato nel gruppo Ortles-Cevedale (Alpi Retiche meridionali) in alta Valtellina e nel comune di Valfurva.

## Caratteristiche

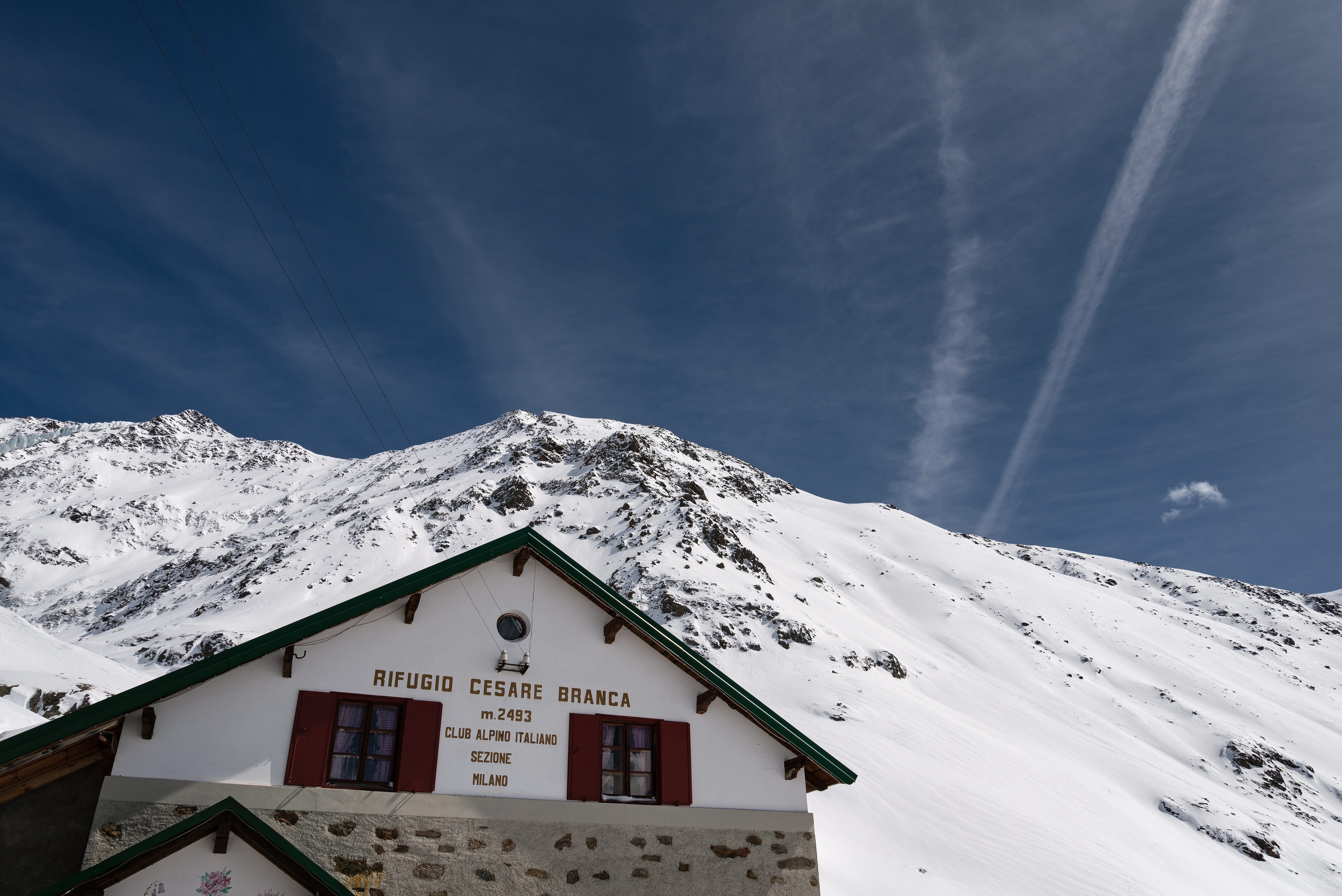
Vista primaverile del rifugio

Si trova all'interno del Parco nazionale dello Stelvio e di fronte al Ghiacciaio dei Forni. È di proprietà del CAI, sezione di Milano. È intitolato a Cesare Branca, avvocato e alpinista milanese.

## Storia
È stato costruito tra il 1932 ed il 1934 dalla sezione di Milano del CAI a seguito di una donazione di Giuseppina Branca, sorella del defunto alpinista. Il progetto è dell'ingegnere Cesare De Micheli. Fu ampliato a più riprese.

## Accesso
L'accesso avviene da Santa Caterina Valfurva salendo dapprima, anche con l'automobile, al rifugio Ghiacciaio dei Forni. Da qui il rifugio è raggiungibile in circa un'ora.

## Ascensioni
- Palon de la Mare - 3.703 m
- Punta San Matteo - 3.692 m
- Monte Vioz - 3.645 m
- Punta Taviela - 3.612 m
- Pizzo Tresero - 3.602 m

## Traversate
- Rifugio Casati - 3.269 m - in tre ore
- Rifugio Quinto Alpini - 2.877 m - in quattro ore
- Rifugio Pizzini Frattola - 2.706 m - in un'ora e trenta minuti